# Josef Barsabáš
Josef Barsabáš je biblická novozákonní postava.
Měl přízvisko Justus. Podle tradice byl jedním ze sedmdesáti vyslaných učedníků (Lk 10,1n), a to již od dob Jana Křtitele. Byl spolu s Matějem navržen první církví k doplnění počtu dvanácti apoštolů po smrti Jidášově (Sk 1,23). Losem byl nakonec vyvolen Matěj.